# Gaston Taument
Gaston Taument (La Haya, Países Bajos, 1 de octubre de 1970) es un exfutbolista neerlandés. Jugaba de extremo o de segundo delantero y participó en la Copa del Mundo de 1994 en Estados Unidos y en la Eurocopa 1996 en Inglaterra.

## Trayectoria
Taument jugó desde 1988 hasta 1997 en el Feyenoord de Róterdam. Después de dejar el Feyenoord se fue al SL Benfica (1997–98), al RSC Anderlecht (1998–99), al OFI Creta (1999–2000) y al SK Rapid Wien (2000–02).

## Selección nacional
Ha sido internacional con la Selección de fútbol de los Países Bajos en 15 ocasiones y ha marcado 2 goles. Su debut lo realizó el 12 de febrero de 1992 en un amistoso ante Portugal en una derrota por 2-0.

### Participaciones en Copas del Mundo
| Mundial                        | Sede         | Resultado    |
| ------------------------------ | ------------ | ------------ |
| Copa Mundial de Fútbol de 1994 | Países Bajos | 4° de final; |

### Participaciones en Eurocopas
| Eurocopa      | Sede         | Resultado    |
| ------------- | ------------ | ------------ |
| Eurocopa 1996 | Países Bajos | 4° de final; |

## Clubes
| Club       | País         | Temporada | Partidos | Goles |
| ---------- | ------------ | --------- | -------- | ----- |
| Feyenoord  | Países Bajos | 1988/89   | 1        | 0     |
| Feyenoord  | Países Bajos | 1989/1990 | 1        | 0     |
| Excelsior  | Países Bajos | 1989/1990 | 25       | 1     |
| Feyenoord  | Países Bajos | 1990/1991 | 29       | 3     |
| Feyenoord  | Países Bajos | 1991/1992 | 32       | 7     |
| Feyenoord  | Países Bajos | 1992/1993 | 33       | 9     |
| Feyenoord  | Países Bajos | 1993/1994 | 32       | 5     |
| Feyenoord  | Países Bajos | 1994/1995 | 17       | 5     |
| Feyenoord  | Países Bajos | 1995/1996 | 25       | 3     |
| Feyenoord  | Países Bajos | 1996/1997 | 34       | 13    |
| Benfica    | Portugal     | 1997/1998 | 16       | 0     |
| Anderlecht | Bélgica      | 1997/1998 | 7        | 1     |
| Anderlecht | Bélgica      | 1998/1999 | 4        | 0     |
| OFI Creta  | Grecia       | 1999/2000 | 15       | 0     |
| Rapid Wien | Austria      | 2000/2001 | 36       | 3     |
| Rapid Wien | Austria      | 2001/2002 | 25       | 1     |

## Palmarés

### Distinciones individuales
| Distinción                          | Año  |
| ----------------------------------- | ---- |
| Talento del año en los Países Bajos | 1991 |